# Valdestillas
Valdestillas – gmina w Hiszpanii, w prowincji Valladolid, w Kastylii i León, o powierzchni 36,29 km². W 2011 roku gmina liczyła 1780 mieszkańców.